# Crossocheilus reticulatus
Crossocheilus reticulatus és una espècie de peix cipriniforme de la família dels ciprínids.

## Morfologia
Els mascles poden assolir els 17 cm de longitud total.

## Distribució geogràfica
Es troba a Àsia: rius Mekong i Chao Phraya.